# Яшкова-Дольна
Яшкова-Дольна (пол. Jaszkowa Dolna, нім. Niederhannsdorf) — село в Польщі, у гміні Клодзко Клодзького повіту Нижньосілезького воєводства.
Населення — 1352 особи (2011).
У 1975-1998 роках село належало до Валбжиського воєводства.

## Демографія
Демографічна структура станом на 31 березня 2011 року:
|          | Загалом | Допрацездатний вік | Працездатний вік | Постпрацездатний вік |
| -------- | ------- | ------------------ | ---------------- | -------------------- |
| Чоловіки | 690     | 132                | 507              | 51                   |
| Жінки    | 662     | 98                 | 430              | 134                  |
| Разом    | 1352    | 230                | 937              | 185                  |